# روجرسفيل (ميزوري)
روجرسفيل (بالإنجليزية: Rogersville city, Missouri)‏ هي مدينة تقع بولاية ميزوري في الولايات المتحدة. تبلغ مساحتها 9.58 كم2، وترتفع عن سطح البحر 445 م، بلغ عدد سكانها 3,073 نسمة في عام 2010 حسب إحصاء مكتب تعداد الولايات المتحدة وتصل الكثافة السكانية فيها 320.8 نسمة لكل كيلومتر مربع (830.9/ميل2).

## التركيبة السكانية
حدّد مكتب تعداد الولايات المتحدة بيانات التركيبة السكانية لروجرسفيل في تعداد الولايات المتحدة. في ما يلي، التركيبة السكانية حسب تعدادي 2000 و2010.

### تعداد عام 2000
بلغ عدد سكان روجرسفيل 1,508 نسمة بحسب تعداد عام 2000، وبلغ عدد الأسر 583 أسرة وعدد العائلات 410 عائلة مقيمة في المدينة. في حين سجلت الكثافة السكانية 157.4 نسمة لكل كيلومتر مربع (407.7/ميل2). وبلغ عدد الوحدات السكنية 640 وحدة بمتوسط كثافة قدره 66.8 لكل كيلومتر مربع (173.0/ميل2).
وتوزع التركيب العرقي للمدينة بنسبة 95.69% من البيض و0.40% من الأمريكيين الأفارقة و0.73% من الأمريكيين الأصليين و0.40% من الأمريكيين ذوي الأصول الآسيوية و2.79% من عرقين مختلطين أو أكثر و1.19% من الهسبانيون أو اللاتينيون من أي عرق.
بلغ عدد الأسر 583 أسرة كانت نسبة 45.3% منها لديها أطفال تحت سن الثامنة عشر تعيش معهم، وبلغت نسبة الأزواج القاطنين مع بعضهم البعض 52.8% من أصل المجموع الكلي للأسر، ونسبة 12% من الأسر كان لديها معيلات من الإناث دون وجود شريك، بينما كانت نسبة 5.5% من الأسر لديها معيلون من الذكور دون وجود شريكة وكانت نسبة 29.7% من غير العائلات. تألفت نسبة 26.6% من أصل جميع الأسر من عدة أفراد يعيشون في نفس المنزل ونسبة 10.8% كانت تتألف من شخص يعيش بمفرده يبلغ من العمر 65 عاماً أو أكثر. وبلغ متوسط حجم الأسرة المعيشية 2.58، أما متوسط حجم العائلات فبلغ 3.13.
بلغ العمر الوسطي للسكان 30.5 عاماً. وكانت نسبة 31.8% من القاطنين تحت سن الثامنة عشر، وكانت نسبة 8.6% بين الثامنة عشر والرابعة والعشرين عاماً، ونسبة 33.1% كانت واقعةً في الفئة العمرية ما بين الخامسة والعشرين والرابعة والأربعين عاماً، ونسبة 17.2% كانت ما بين الخامسة والأربعين والرابعة والستين، ونسبة 9.2% كانت ضمن فئة الخامسة والستين عاماً فما فوق. يوجد لكل 100 أنثى 90.5 ذكر، ويوجد لكل 100 أنثى في الثامنة عشر من عمرها فما فوق 86.6 ذكر.
بلغ متوسط دخل الأسرة في المدينة 63,750 دولارًا، أما متوسط دخل العائلة فبلغ 70,417 دولارًا. وكان متوسط دخل الذكور 40,417 دولارًا مقابل 24,375 دولارًا للإناث. وسجل دخل الفرد الخاص بالمدينة 27,230 دولارًا. وكانت نسبة 0% من العائلات ونسبة 0% من السكان تحت خط الفقر،

### تعداد عام 2010
بلغ عدد سكان روجرسفيل 3,073 نسمة بحسب تعداد عام 2010، وبلغ عدد الأسر 1,138 أسرة وعدد العائلات 833 عائلة مقيمة في المدينة. في حين سجلت الكثافة السكانية 320.8 نسمة لكل كيلومتر مربع (830.9/ميل2). وبلغ عدد الوحدات السكنية 1,240 وحدة بمتوسط كثافة قدره 129.4 لكل كيلومتر مربع (335.1/ميل2).
وتوزع التركيب العرقي للمدينة بنسبة 94.99% من البيض و0.39% من الأمريكيين الأفارقة و0.75% من الأمريكيين الأصليين و0.42% من الأمريكيين ذوي الأصول الآسيوية و0.13% من سكان جزر المحيط الهادئ و0.65% من الأعراق الأخرى و2.67% من عرقين مختلطين أو أكثر و3.51% من الهسبانيون أو اللاتينيون من أي عرق.
بلغ عدد الأسر 1,138 أسرة كانت نسبة 46.5% منها لديها أطفال تحت سن الثامنة عشر تعيش معهم، وبلغت نسبة الأزواج القاطنين مع بعضهم البعض 53% من أصل المجموع الكلي للأسر، ونسبة 15.1% من الأسر كان لديها معيلات من الإناث دون وجود شريك، بينما كانت نسبة 5.1% من الأسر لديها معيلون من الذكور دون وجود شريكة وكانت نسبة 26.8% من غير العائلات. تألفت نسبة 21.8% من أصل جميع الأسر من عدة أفراد يعيشون في نفس المنزل ونسبة 8.2% كانت تتألف من شخص يعيش بمفرده يبلغ من العمر 65 عاماً أو أكثر. وبلغ متوسط حجم الأسرة المعيشية 2.70، أما متوسط حجم العائلات فبلغ 3.16.
بلغ العمر الوسطي للسكان 29.8 عاماً. وكانت نسبة 33.2% من القاطنين تحت سن الثامنة عشر، وكانت نسبة 8.4% بين الثامنة عشر والرابعة والعشرين عاماً، ونسبة 31.9% كانت واقعةً في الفئة العمرية ما بين الخامسة والعشرين والرابعة والأربعين عاماً، ونسبة 17.5% كانت ما بين الخامسة والأربعين والرابعة والستين، ونسبة 8.9% كانت ضمن فئة الخامسة والستين عاماً فما فوق. وتوزع التركيب الجنسي للسكان بنسبة 48.6% ذكور و51.4% إناث.